# Permanent Vacation
Permanent Vacation je deváté studiové album americké rockové album Aerosmith, vydané 25. srpna 1987 přes vydavatelství Geffen Records. Album znamená posun skupiny k glammetalovému zvuku.
Album obdrželo smíšené až pozitivní recenze, na žebříčku Billboard 200 skončilo na 11. místě. V USA se prodalo alba přes pět milionů kopií a stalo se 5× platinovým albem.
V Kanadě se prodalo alba přes 500 tisíc kopií a stalo se také 5× platinovým albem.
Ve Velké Británii to bylo první album Aerosmith, které získalo certifikaci Silver (60 000 kopií) a i certifikaci Gold (100 000 kopií).

## Seznam skladeb
| Pořadí | Název                        | Autor                                             | Délka |
| ------ | ---------------------------- | ------------------------------------------------- | ----- |
| 1.     | Heart's Done Time            | Joe Perry, Desmond Child                          | 4:42  |
| 2.     | Magic Touch                  | Steven Tyler, Perry, Jim Vallance                 | 4:40  |
| 3.     | Rag Doll                     | Tyler, Perry, Vallance, Holly Knight              | 4:21  |
| 4.     | Simoriah                     | Tyler, Perry, Vallance                            | 3:21  |
| 5.     | Dude (Looks Like a Lady)     | Tyler, Perry, Child                               | 4:23  |
| 6.     | St. John                     | Tyler                                             | 4:12  |
| 7.     | Hangman Jury                 | Tyler, Perry, Vallance                            | 5:33  |
| 8.     | Girl Keeps Coming Apart      | Tyler, Perry                                      | 4:12  |
| 9.     | Angel                        | Tyler, Child                                      | 5:10  |
| 10.    | Permanent Vacation           | Tyler, Brad Whitford                              | 4:52  |
| 11.    | I'm Down (The Beatles cover) | John Lennon, Paul McCartney                       | 2:20  |
| 12.    | The Movie                    | Tyler, Perry, Whitford, Tom Hamilton, Joey Kramer | 4:00  |

## Obsazení
- Steven Tyler – zpěv, harmonika, klavír, varhany
- Joe Perry – sólová kytara (1, kromě 8, 10 a 12), rytmická kytara, pedálová steel kytara (3)
- Brad Whitford – rytmická kytara, sólová kytara (1, 8, 10 a 12)
- Tom Hamilton – baskytara
- Joey Kramer – bicí

### Hosté
- Drew Arnott – mellotron (9, 12)
- Tom Keenlyside – klarinet, tenorsaxofon, lesní roh (3, 5)
- Ian Putz – barytonsaxofon (3, 5)
- Bob Rogers – trombon (3, 5)
- Henry Christian – trubka
- Bruce Fairbairn – trubka, violoncello, doprovodný zpěv, produkce
- Scott Fairbairn – violoncello
- Morgan Rael – steel drum
- Jim Vallance – varhany (3, 4)
- Christine Arnott – doprovodný zpěv (12)